# Innebandydomare

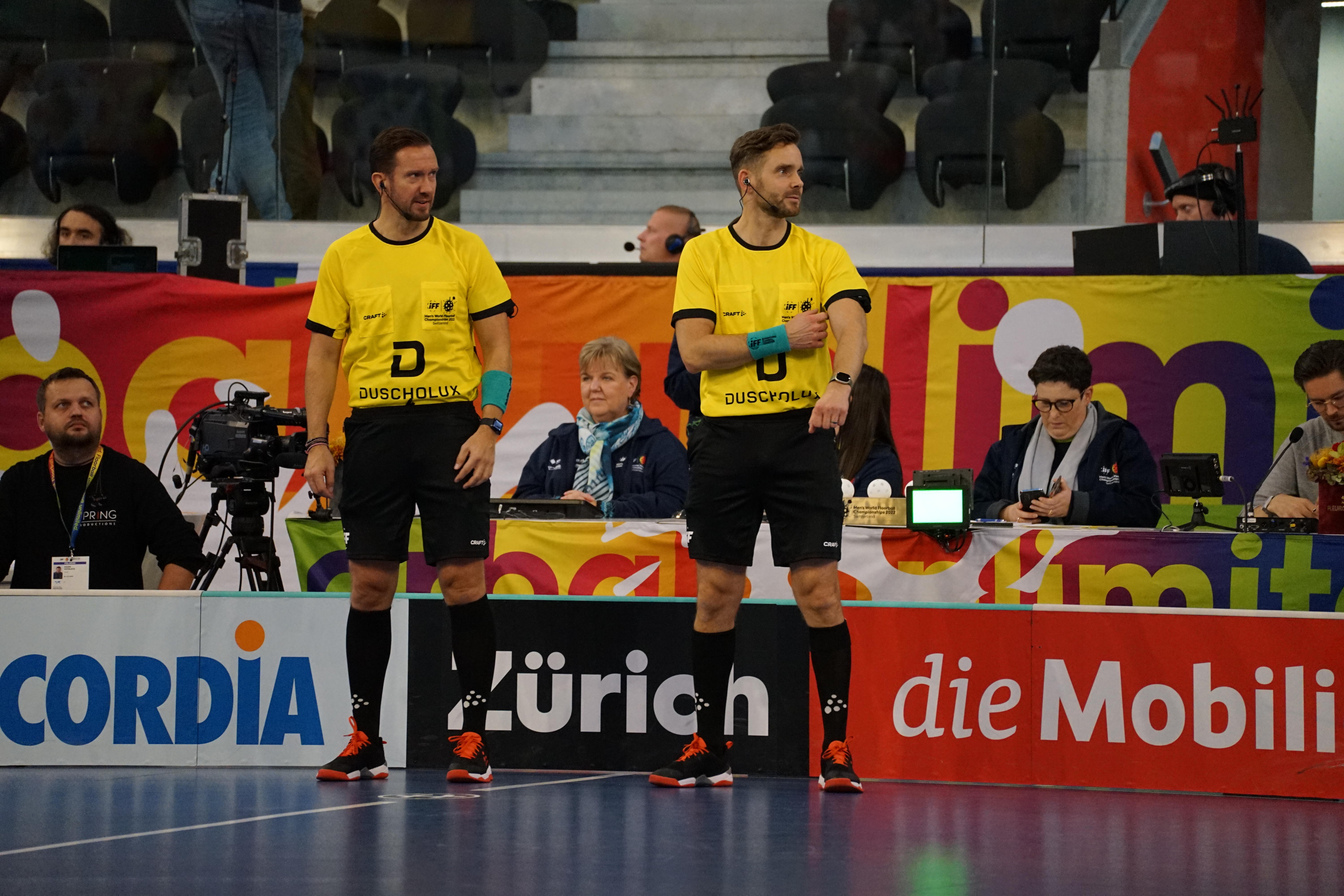
Rickard Wissman (till höger) med Thomas Andersson vid VM 2022

Innebandydomare är ofta två domare som finns på planen under en innebandymatch. De två domarna har samma befogenheter att tolka regelbrott och utdöma straff, oavsett var på planen förseelsen inträffar. Praxis är dock att den domare som är närmast förseelsen agerar. Domarens utrustning består av en visselpipa, rött kort samt mätutrustning (t.ex. för att kunna kontrollera hook på klubbornas blad om så begärs).
En av de mest kända svenska elitinnebandydomarna är Johan Råsbrink[källa behövs] (avslutade karriären säsongen 2015/2016). Han dömde tidigare tillsammans med Håkan Söderman (fd Grahn-Gustafsson) som också är fotbollsdomare på hög nivå.  2011 fick Söderman hoppa in som domare i Allsvenskan i fotboll då den ordinarie domaren blev skadad. Inom loppet av en vecka dömde han också SM-finalen i innebandy.[källa behövs]